# Edith von Salburg
Edith Salburg (Edith Freifrau von Krieg-Hochfelden, geb. Gräfin Salburg-Falkenstein) (* 14. Oktober 1868 auf Schloss Leonstein (Oberösterreich); † 3. Dezember 1942 in Dresden) war eine österreichische Schriftstellerin, Publizistin und Verlagsleiterin. Sie wurde bekannt unter dem Pseudonym Edith Gräfin Salburg.

## Leben
Editha Ernestine Luise Hildegarde war die Tochter von Otto Arthur Adelbert Graf Salburg-Falkenstein und Hildegard Anna Franziska Ernestine von Holenia. Sie erhielt Privatunterricht im Haus ihrer Eltern in Graz, besonders in Geschichte und Literaturwissenschaften. Anregungen erhielt sie von Peter Rosegger und Robert Hamerling. 1898 heiratete sie Franz Krieg von Hochfelden (* 1857). Das Ehepaar lebte in Arco (Trentino). 1919 starb ihr Mann und sie wurde vermögenslos. Durch Schriftstellerei verdiente sie von da an ihren Lebensunterhalt. Zeitweise war sie Leiterin des Strom-Verlages. Seit 1927 lebte sie in Dresden und schrieb Romane, Gedichte und Dramen. Edith Salburg war eine der produktivsten Unterhaltungsschriftstellerinnen ihrer Zeit. Im Kulturlexikon zum Dritten Reich von Ernst Klee wird Salburg als „Vorkämpferin für Nationalismus und Antisemitismus“ bezeichnet. Im Handbuch Die Konservative Revolution in Deutschland 1918-1932 von Armin Mohler und Karlheinz Weißmann wird Salburg als „völkische Courths-Mahler“ charakterisiert.

## Werke (Auswahl)
- Julian. Tragödie. 1884.[3]
- Orgetorix. Drama. 1885.[3]
- Francis Bacon. Tragödie. 1886.[3]
- Der Hochmeister von Marienburg. Ein historisches Trauerspiel in fünf Acten. Styria, Graz 1888. (Digitalisat)
- Gedichte. Gewidmet der grünen Steiermark. Styria, Graz 1888.
- Ein Cäsar. Historisches Trauerspiel in fünf Acten. Pechel, Graz 1889.
- Scheinehre. Ein Lustspiel in vier Acten. Pechel, Graz 1889. (Digitalisat)
- Charakterbilder. 1889.[3]
- Der Kronanwalt. Charakterbild in einem Vorspiel und drei Aufzügen. Pechel, Graz 1889. (Digitalisat)
- Der Meier im Baumgarten. Volksstück mit Gesang in vier Acten. Styria, Graz 1889.
- Neue Gedichte. Gewidmet dem deutschen Volke. Styria, Graz 1890.
- Auf der Such' nach dem Glück. Volksstück. 1891.[3]
- Gesühnte Schuld. Volksstück. 1891.[3]
- Ein Erwachen. Aus dem Buche eines Lebens. Gedicht. Styria, Graz 1892.
- Excelsior. Gedicht. Von Edith Baronin Krieg von Hochfelden. Styria, Graz 1894.
- Bekenntnis. Eine Dichtung. Pechel, Graz 1895.
- Ein Frühlingsmärchen. Von Edith Baronin Krieg von Hochfelden. Pierson, Dresden/Wien 1896.
- Die österreichische Gesellschaft. Romantrilogie. Grübel & Sommerlatte, Leipzig 1897–1898.

1. Band: Die Exclusiven. 1897.
2. Band: Papa Durchlaucht. 1897.
3. Band: Die Inclusiven. 1898.

- Die Seele. Ein Menschenleben in Gedichten. Greiner & Pfeiffer, Stuttgart 1897.
- Mirabeau. Schauspiel in 3 Aufzügen. Grübel & Sommerlatte, Leipzig 1897.
- Des armen Mannes Liederbuch. Ein Zeitgedicht. Grübel & Sommerlatte, Leipzig 1898.
- Was die Wirklichkeit erzählt. Drei Bücher, die das Leben schreibt. Grübel & Sommerlatte, Leipzig 1898‒1901.

1. Buch: Karriere. Skizzenbuch aus der großen Welt. 1898.
2. Buch: Golgatha. 1900.
3. Buch: Humanitas. 1901.

- Kreuzwendedich. Roman aus der Gesellschaft. Grübel & Sommerlatte, Leipzig 1903.
- Blaues Blut. Betrachtungen eines Hochgebornen. 2 Bände. Franckh, Stuttgart 1903–1904.

1. Band: Blaues Blut. 1903
2. Band: Feudal. 1904.

- Judas im Herrn. Roman. Reißner, Dresden 1904.
- Aufzeichnungen eines guten alten Herrn. Franckh, Stuttgart 1905.
- Königsglaube. Roman. 2 Bände. Reißner, Dresden 1906.
- Wilhelm Friedhoff. Roman. Reißner, Dresden 1907.
- Deutsche Barone. Roman. 2 Bände. Reißner, Dresden 1909.
- Deutsche Frauen in Welschland. Roman. Schall, Berlin 1909.
- Vittoria Accorombona. Dramatisches Gedicht. 1909.[3]
- Ein Konflikt. Roman. Reißner, Dresden 1910.
- Dynasten und Stände. Romane aus Österreich-Ungarn. 4 Bände. Reißner, Dresden 1910–1914.

1. Band: Böhmische Herren. 1910.
2. Band: Hofadel in Österreich. 1912.
3. Band: Reaktion. 1912.
4. Band: Revolution. 1914.

- Das Haus an der Grenze. Ein Roman aus Südtirol. Ullstein, Berlin/Wien 1915.
- Das Zwei-Kaiserbuch. Zeitgedichte. Perles, Leipzig/Wien 1915.
- Vater und Vaterland. Roman. Elischer, Leipzig 1915.
- Junge Herren. Satyren und Studien. Elischer, Leipzig 1915.
- Die für die Heimat bluten. Roman einer Seele. Reißner, Dresden 1916.
- Sohn der Ukraine. Roman. Elischer, Leipzig 1916.
- Student Leoni. Roman. Elischer, Leipzig 1917.
- Doppelhochzeit. Roman. 2 Bände. Ullstein, Berlin 1918.
- Die Psyche des Geldes. Das Buch eines Gewissens. Roman. Reißner, Dresden 1918. (Später auch unter dem Titel Hochfinanz.)
- Burschoa. Ein Buch. Elischer, Leipzig 1920.
- Renate Godeleith. Roman vom Rhein. Langenscheidt, Berlin 1922.
- Ungeschriebene Briefe aus St. Martin de Ré. Ein Buch vom Seelenleiden des deutschen Volkes. Hammer, Leipzig 1925.
- Der junge Kleist. Charakterbild in einem Aufzug. Strom, Dresden 1927.
- Die Leute von Spießwinkel. Geschichten, die man sich unterm grünen Hüterl erzählt. Hammer, Leipzig 1927.
- Karl Peters und sein Volk. Der Roman des deutschen Kolonialgründers. Duncker, Weimar 1929.
- Das Enkelkind der Majestäten. Seyfert, Dresden 1929.
- Suska – Susanne. Ein Lebensbild aus Böhmen. Hammer, Leipzig 1929.
- Das Priesterstrafhaus. Eine Lebenschronik mit Benutzung von Zeitstudien und authentischen Quellen. Hammer, Leipzig 1929. Bearbeitete Neuausgabe, SEVERUS, Hamburg 2017. ISBN 978-3-95801-725-2
- Die Nonnen von Sankt Hildegunden. Hammer, Leipzig 1930.
- Liesl und ihre Kinder. Seyfert, Dresden 1930.
- Erinnerungen einer Respektlosen. Ein Lebensbuch. 3 Bände. Hammer, Leipzig 1931. Neuausgabe im Salzwasser-Verlag 2013. ISBN 978-3-846025444

1. Band: Buch des jungen Mädchens.
2. Band: Buch der jungen Frau.
3. Band: Vom Wohlstands- zum Arbeitsmenschen.

- Deutsches Bilderbuch der Zeit. 1926-1930. Koehler & Amelang, Leipzig 1931.
- Im Marokkaner-Zuchthaus. Das Kind des Kriegsgefangenen. Erzählungen. Seyfert, Dresden 1931.
- Sohn zweier Rassen. Roman. Schlieffen, Berlin 1932.
- Die Tochter des Jesuiten. Koehler & Amelang, Leipzig 1932.
- Deutsch zu Deutsch. Deutschland und Österreich, zwei Völker – ein Blut. Koehler & Amelang, Leipzig 1933.
- Hausmeister Hermann. Die Geschichte einer 'Hand'. Koehler & Amelang, Leipzig 1934.
- Der Tag der Ariers. Ein Buch der Zeit. Roman. Schlieffen, Berlin 1934.
- Ein Weg ins Glück. Erzählung. Moewig & Höffner, Berlin 1935.
- Conrad von Hötzendorf, der Preusse Österreichs. Ein Feldherrenroman. Koehler, Leipzig 1935.
- Ludwig Spohr. Ein Leben für deutsche Musik. Von Hase & Koehler, Leipzig 1936.
- Friedrich und Marie Therese. Goten-Verlag, Leipzig 1936.
- Die Unverantwortlichen. Roman einer Ehe. Aufwärts, Berlin 1936.
- Kamerad Susanne. Ein Erleben. Heyne, Dresden 1936.
- Der schwarze Adel. Die Zunft der Sensenschmiede. Volk meiner Heimat. Koehler & Amelang, Leipzig 1937.
- Die Deiselmüllerin. Seyfert. Dresden 1938.
- Eine Landflucht. Buch aus der Zeit. von Hase & Koehler, Leipzig 1939.